# Мейхер Надія Олександрівна
Наді́я Олекса́ндрівна Ме́йхер, також відома як Грано́вська (після шлюбу Уржумцева; нар. 10 квітня 1982, с. Збручівка, Волочиський район, Хмельницька область) — українська співачка, акторка, поетеса, телеведуча, дизайнерка та модельєрка. Екссолістка українського жіночого попгурту «ВІА Гра».
У 2014 після початку російсько-української війни Мейхер заявила, що сподівається на мирне вирішення конфлікту, оскільки «росіяни та українці — братні народи». Після повномасштабного вторгнення Росії в Україну 24 лютого 2022 року повністю підтримала Україну, активно бере участь у волонтерській діяльності та перейшла на українську мову.

## Біографія
Народилася 10 квітня 1982 в українському селі Збручівка (нині Волочиська міська громада, Хмельницька область, Україна, тоді Українська РСР, СРСР) в родині Олександра Павловича Мейхера (1959) і Галини Анатоліївни Щирби (1963); син Ігор (2002). Незабаром після народження Надії сім'я перебралася до райцентру Волочиськ, де вона пішла до школи. У дитинстві мріяла стати балериною. Вступила у Хмельницьке педагогічне училище на факультет музичного виховання та хореографії.
Після закінчення училища поїхала в Київ. Там закінчила факультет англійської мови коледжу ім. Ушинського, який є підрозділом Університету Грінченка, а також почала викладати дітям танці в будинку культури. У цей час продюсер Дмитро Костюк і композитор Костянтин Меладзе шукали жінок з яскравою зовнішністю для створення музичного гурту «ВІА Гра».

## Кар'єра

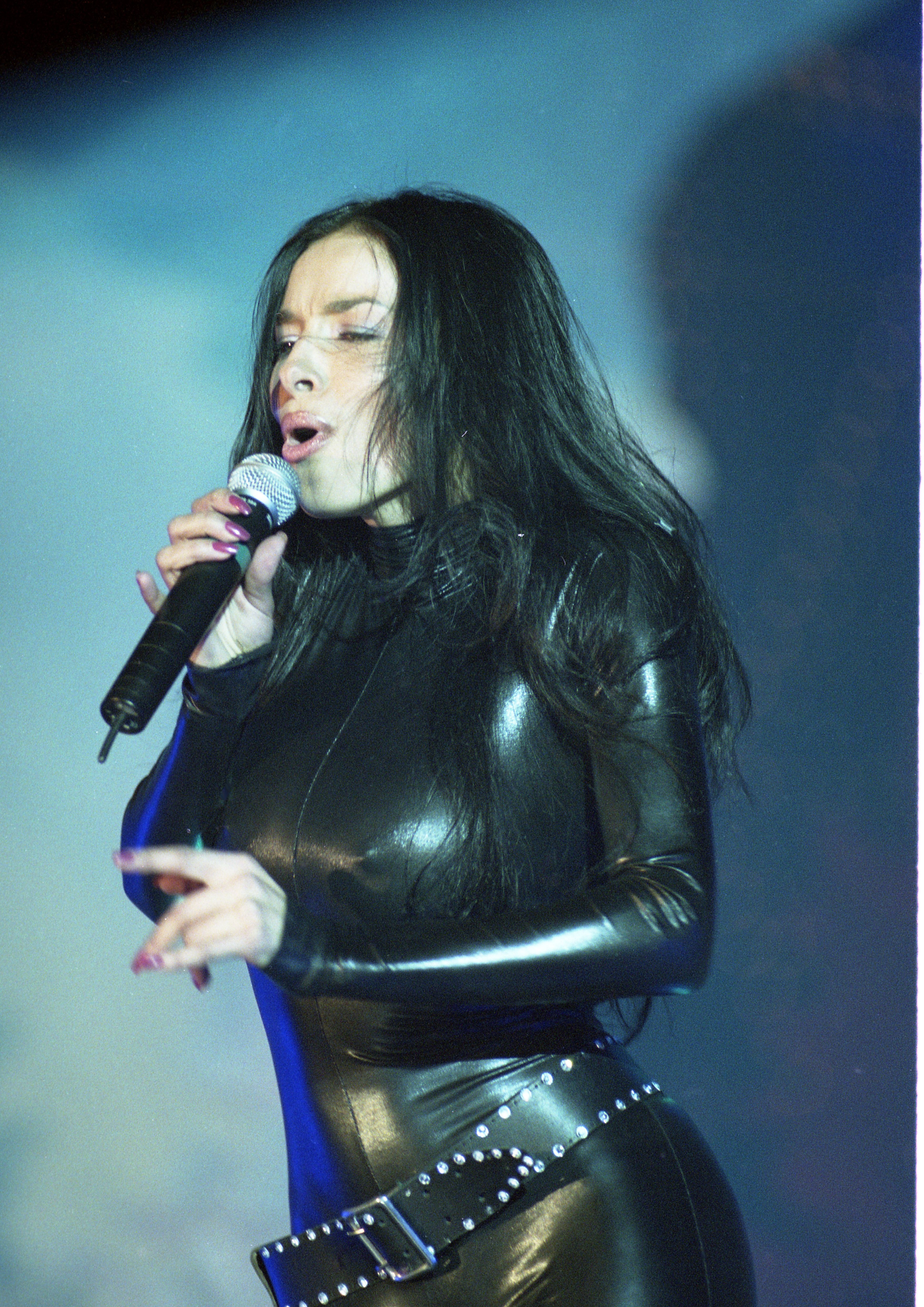
У 2001 році на зйомках програми «Різдвяні зустрічі», Росія

У середині 2000 до Хмельницького приїхав з гастролями росіянин Валерій Меладзе, виступати в театрі, де працювала Мейхер. Вона дізналася, що Костянтин Меладзе проводить кастинг до нового гурту. Мейхер зробила фотосесію та відіслала її до Києва. Після того, як Костянтин Меладзе та Дмитро Костюк побачили фотографії, запрошена на проби до столиці. Так з'явився перший склад гурту «ВІА Гра» — Альона Вінницька та Надія Мейхер.
Перший же кліп гурту — «Попытка № 5» — досяг величезного успіху як в Україні, так і в Росії. Наступні два роки гурт підкорював вершини хіт-парадів: «Обними меня», «Бомба», «Я не вернусь».
2002 року через вагітність Мейхер покинула колектив.
У гурті співала з 2000 по 2006 роки з невеликою перервою з квітня по вересень 2002 — 15 серпня 2002 року народила сина Ігоря від київського бізнесмена. Галина Щирба, мати Надії, повернулася з Італії до Києва й займається його вихованням. Через місяць співачка повернулась у колектив. Альона Вінницька зазначила, що для неї повернення Мейхер — «одна з найважливіших подій року».
Пропрацювала в гурті понад 5 років, але наприкінці 2005 в пресі з'явилась інформація, що продюсери збираються розпустити колектив. На початку 2006 року вийшов новий кліп гурту, але без Мейхер. Вона покинула колектив, за її заявою — назавжди: «Звичайно, причини є, і їх досить багато накопичилося за п'ять років. Але правильно було б сказати, що на все свій час — як з людьми іноді доводиться розлучатися, так і тут — довго працювала, а потім щось сталося. Перш за все — в мені самій. Відчула, що прийшла пора кардинально змінити своє життя, щось перекреслити…».
У 2006—2008 роках вела передачу «Неймовірні історії кохання» на телеканалі СТБ (під дошлюбним прізвищем Мейхер). 19 січня 2009 року повернулася до «ВІА Гри», замінивши Меседу Багаудінову, яка пішла з гурту на прохання продюсера.

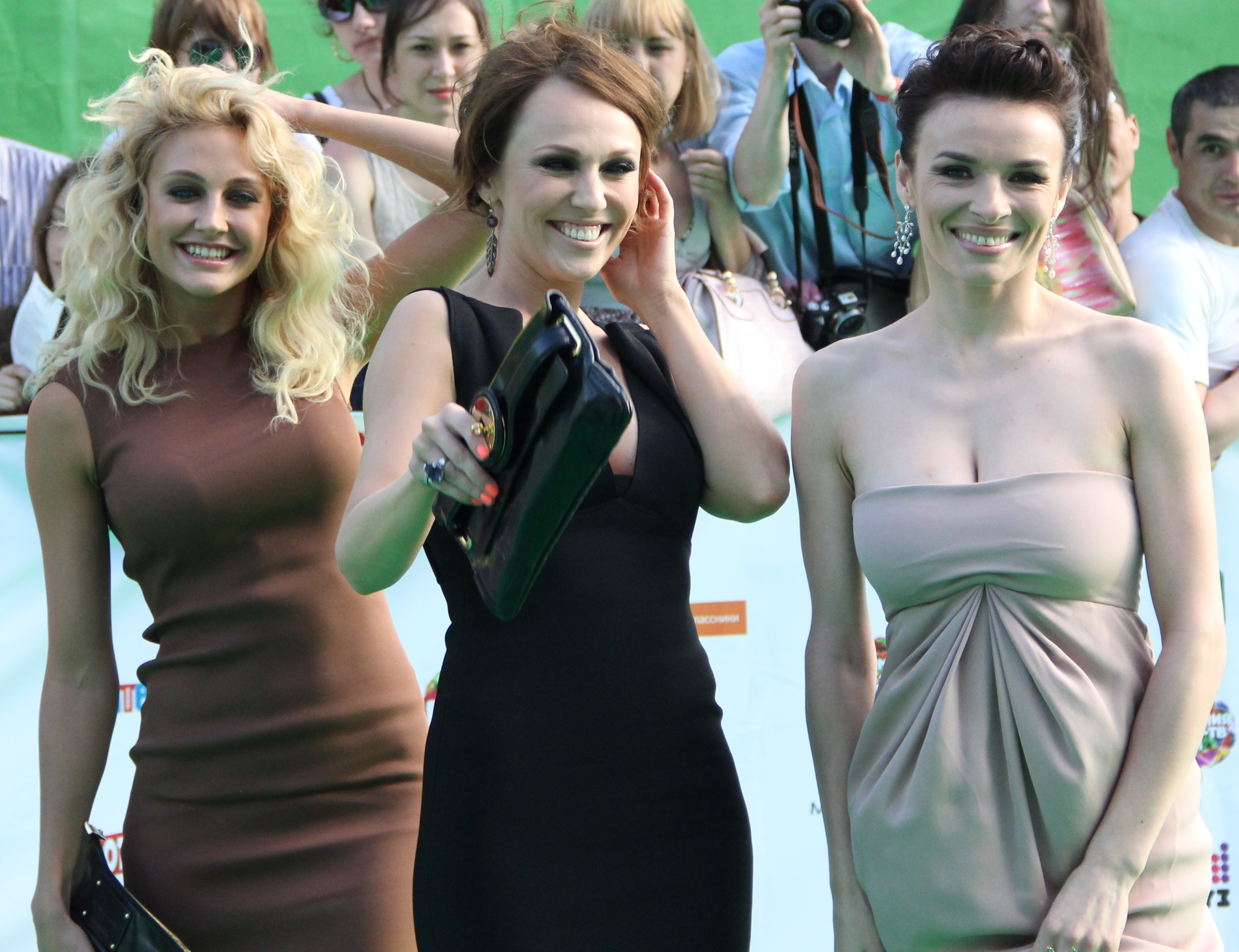
Надія Мейхер (праворуч) у складі гурту «ВІА Гра» на врученні російської «Премії Муз-ТВ 2011»

4 листопада 2009 випустила збірку віршів «Миттєвий потяг», ілюстраціями до якої стала її оголена фотосесія.
У 2011—2014 роках разом з Григорієм Решетніком ведуча телепрограми «Неймовірна правда про зірок» на каналі СТБ.
У листопаді 2011 року покинула колектив через чергову вагітність. Її місце зайняла Санта Дімопулос.
У 2013 році запрошена на реаліті-шоу «Хочу до „ВІА Гри“» спочатку як членкиня журі на українському кастингу, а пізніше стала наставницею однієї з трійок, яка в підсумку перемогла на проєкті та стала новим складом гурту «ВІА Гра».
У лютому 2015 року входила до журі шоу «Співай як зірка» на телеканалі «Україна».
У жовтні 2019 разом з хіп-хоп виконавцем Govor (Дмитро Говоренко) записала пісню «Там, де існує любов» для української кінокомедії «Готель „Едельвейс“».
У липні 2020 року стало відомо, що Мейхер вдруге стане учасницею телешоу «Танці з зірками» (7 сезон), її партнером став Кирило Васюк. Їх пара дійшла до фіналу й отримала друге місце. Під час «Родинного вечора» (11 тиждень) на паркет вийшли доньки Мейхер Анна та Марія, які виконали конкурсний номер в стилі «фольк». У чвертьфіналі — самба з хореографом Григорієм Чапкісом, півфінал — квікстеп з Юрієм Горбуновим.
29 червня 2021 року у Національній музичній академії ім. Чайковського відбулася прем'єра опери «КАРМЕН» (George Bizet), де Надія Мейхер дебютувала як оперна співачка, в режисерській постановці Андрія Маслакова.[джерело?]
Дизайнерка та розробниця бренду жіночого одягу «Meiher by Meiher».

## Дискографія

### «ВІА Гра»
Альбоми
- 2001: Попытка № 5
- 2003: Стоп! Снято!
- 2003: Stop! Stop! Stop!
- 2003: Биология

Збірки
- 2005: Бриллианты

DVD і VCD
- 2003: Стоп! Снято! (DVD)
- 2004: Nu Virgos: MV Collection (як «Nu Virgos»)

### Сольно
Пісні
- 2005 — «Я не боюсь»
- 2014 — «Дело не в теле»
- 2014 — «Танго возвращения»
- 2015 — «Останься»
- 2015 — «Пламя»
- 2016 — «Більше ніж друг»
- 2017 — «Грешу — молюсь»
- 2017 — «Historia de Un Amor»
- 2018 — «Надежда»
- 2019 — «Там, де існує любов» (за участі Govor)
- 2020 — «А если бы ты, был Богом»

## Відеографія

### Кліпи у складі гурту«ВІА Гра»
| Рік  | Кліп                              | Режисер         |
| ---- | --------------------------------- | --------------- |
| 2000 | Попытка № 5                       | Максим Паперник |
| 2000 | Обними меня                       | Семен Горов     |
| 2001 | Бомба                             | Ігор Іванов     |
| 2001 | Я не вернусь                      | Максим Паперник |
| 2002 | Good morning, папа!               | Семен Горов     |
| 2003 | Не оставляй меня, любимый!        | Семен Горов     |
| 2003 | Убей мою подругу                  | Семен Горов     |
| 2003 | Океан и три реки                  | Семен Горов     |
| 2003 | Stop! Stop! Stop!                 | Семен Горов     |
| 2004 | Притяженья больше нет             | Семен Горов     |
| 2004 | Биология                          | Семен Горов     |
| 2004 | Мир, о котором я не знала до тебя | Семен Горов     |
| 2005 | Нет ничего хуже                   | Семен Горов     |
| 2005 | Бриллианты                        | Семен Горов     |
| 2009 | Анти-гейша                        | Алан Бадоєв     |
| 2009 | Сумасшедший                       | Сергій Солодкий |
| 2010 | Пошёл вон                         | Алан Бадоєв     |
| 2010 | День без тебя                     | Сергій Солодкий |

### Сольні кліпи
| Рік  | Кліп                  | Режисер(-ка)                |
| ---- | --------------------- | --------------------------- |
| 2014 | «Дело не в теле»      | Олександр Стеколенко        |
| 2014 | «Танго возвращения»   | Ігор і Олександр Стеколенко |
| 2015 | «Останься»            | Маша Маслій                 |
| 2017 | «Historia de un amor» | Олександр Стеколенко        |
| 2018 | «Надежда»             | Олена Винярська             |

### Кліпи інших виконавців
| Рік  | Назва            | Виконавець(-виця) | Режисер(-ка)                |
| ---- | ---------------- | ----------------- | --------------------------- |
| 2006 | «Чёрный ангел»   | Світлана Лобода   | Ігор і Олександр Стеколенко |
| 2011 | «Побудь со мной» | Валерій Меладзе   | Алан Бадоєв                 |
| 2017 | «Не плачь»       | Gadar             | Нателла Крапівіна           |
| 2018 | «Ресницами»      | Дорош             | Олена Винярська             |

## Фільмографія
| Рік            | Назва                          | Роль              | Режисер                     |
| -------------- | ------------------------------ | ----------------- | --------------------------- |
| 2001           | Вечори на хуторі біля Диканьки | Подруга Оксани    | Семен Горов                 |
| 2002           | Попелюшка                      | Японська принцеса | Семен Горов                 |
| 2004           | Сорочинський ярмарок           | Параска           | Семен Горов                 |
| 2006           | Дякую тобі за все 2            |                   | Валерій Шалига              |
| 2006           | Зоряні канікули                |                   | Семен Горов                 |
| 2009           | Південне Бутово                |                   | Герман Єфімов               |
| 2010           | Як козаки…                     |                   | Ігор Іванов                 |
| 2014           | Ти мене кохаєш?                | Ілона             | Юлія Курбатова              |
| 2018           | Ніщо не трапляється двічі      | Раиса             | Оксана Байрак               |
| 2019 — дотепер | Великі Вуйки                   | Галина            | Дмитро Маніфест Мітя Шмурак |
| 2021           | Скажене весілля 3              | Монашка           | Любомир Левицький           |